# High-King
High-King és un grup d'ídols japoneses de Hello! Project. El grup es va crear per premocionar el musical Cinderella the Musical (シンデレラ the ミュージカル, Cinderella the Musical).

## Membres
- Reina Tanaka de Morning Musume
- Ai Takahashi de Morning Musume
- Saki Shimzu de Berryz Kobo
- Maimi Yaijima de °C-ute
- Yuuka Maeda de Hello Pro Egg

## Discografia

### Singles
1. C\C (Cinderella\Complex)